# Rezsicsökkentés
A rezsicsökkentés egy hívószó, amelyet a Fidesz-KDNP többségű kormány 2013-tól vezetett be a magyar közbeszédbe. Gyakorlatilag az energia- és közműszolgáltatók szektorában a lakossági végfogyasztói oldalon a szabad áras díjszabás helyett a hatósági árakra történő áttérést jelentette.

## Története
Az intézkedést a szénhidrogén alapú energiahordozók nagyjából 2018-ig tartó rendkívül alacsony világpiaci ára segítette. A rezsicsökkentésekről szóló törvény meghatározza a rezsicsökkentés fogalmát: 

„Rezsicsökkentés alatt a közszolgáltatások  végfogyasztói árainak jogszabályok által megszabott mértékű csökkentését kell érteni.”

Közszolgáltató alatt e törvény alkalmazásában a következőket kell érteni:
- a villamosenergia-kereskedő és a hálózati engedélyes,
- a földgázkereskedő és a földgázelosztó,
- a távhőszolgáltató,
- a vízközmű-szolgáltató és
- a kéményseprő-ipari közszolgáltató.[3]

2022 augusztusától a lakossági kisfogyasztókra szűkítették, a földgáz esetében évi 1729 köbméter, a villamosenergia szolgáltatásnál pedig évi 2523 kWh felhasználható limittel. A túllépésük esetén a megemelkedett piaci ár fizetendő.

## Vita az Európai Bizottsággal
Az Európai Bizottság 2015-ben eljuttatta a magyar kormányhoz a törvénnyel kapcsolatos észrevételeit.
Első helyen azt kifogásolja a Bizottság, hogy a kormányzat határozza meg a hálózatokhoz való hozzáférés feltételeit és költségeit, továbbá az elfogadott szabályok megfosztják a közszolgáltatókat attól, hogy teljes körű bírósági felülvizsgálatát kérhessék a nemzeti szabályozó hatóság határozatainak.
Tekintettel arra, hogy a magyar kormány az észrevételeknek nem tett eleget, az Európai Bizottság az Európai Bírósághoz fordult.

„Az Európai Bíróságnak az Európai Bizottság Magyarországgal szemben indított kötelezettségszegési eljárása tárgyában 2020. július 16-án hozott ítélete szerint a vonatkozó, rendeleti szintű uniós szabályozás nem írja elő, hogy az energiahálózatokra kivetett különadóhoz és a pénzügyi tranzakciós díjhoz kapcsolódó költségeket szükségszerűen figyelembe kell venni a hálózatokhoz való hozzáférés díjainak megállapítása során.
Az ítélet emellett azt is kimondja, Magyarországnak biztosítania kell azt, hogy a Magyar Energetikai és Közmű-szabályozási Hivatalnak a rendszerhasználati díjakat megállapító döntéseivel kapcsolatban hatékony jogorvoslati lehetőség álljon rendelkezésre. Magyarország, figyelemmel az Európai Bíróság ítéletére, kész a megfelelő jogorvoslati mechanizmus biztosítása érdekében a szükséges jogszabály-módosítások elvégzésére.”

## Külső hivatkozások
- Szánthó Péter - Mi is lemásolhatnánk Európa rezsimennyországát: nevetségesen olcsó az áram, télen is filléres a fűtés (Portfolio.hu, 2024.04.30.)
- Jandó Zoltán - Menteni kell a rezsicsökkentést az elszálló árak miatt (G7.hu, 2021.09.09.)
- Lakossági földgázárak alakulása 2010-től